# Cryphia glandifera
Cryphia glandifera là một loài bướm đêm trong họ Noctuidae.